# Kuden
Kuden là một đô thị thuộc huyện Dithmarschen, trong bang Schleswig-Holstein, nước Đức. Đô thị Kuden có diện tích 11,36 km², dân số thời điểm 31 tháng 12 năm 2006 là 658 người.